# Madrid de las 4 de 5

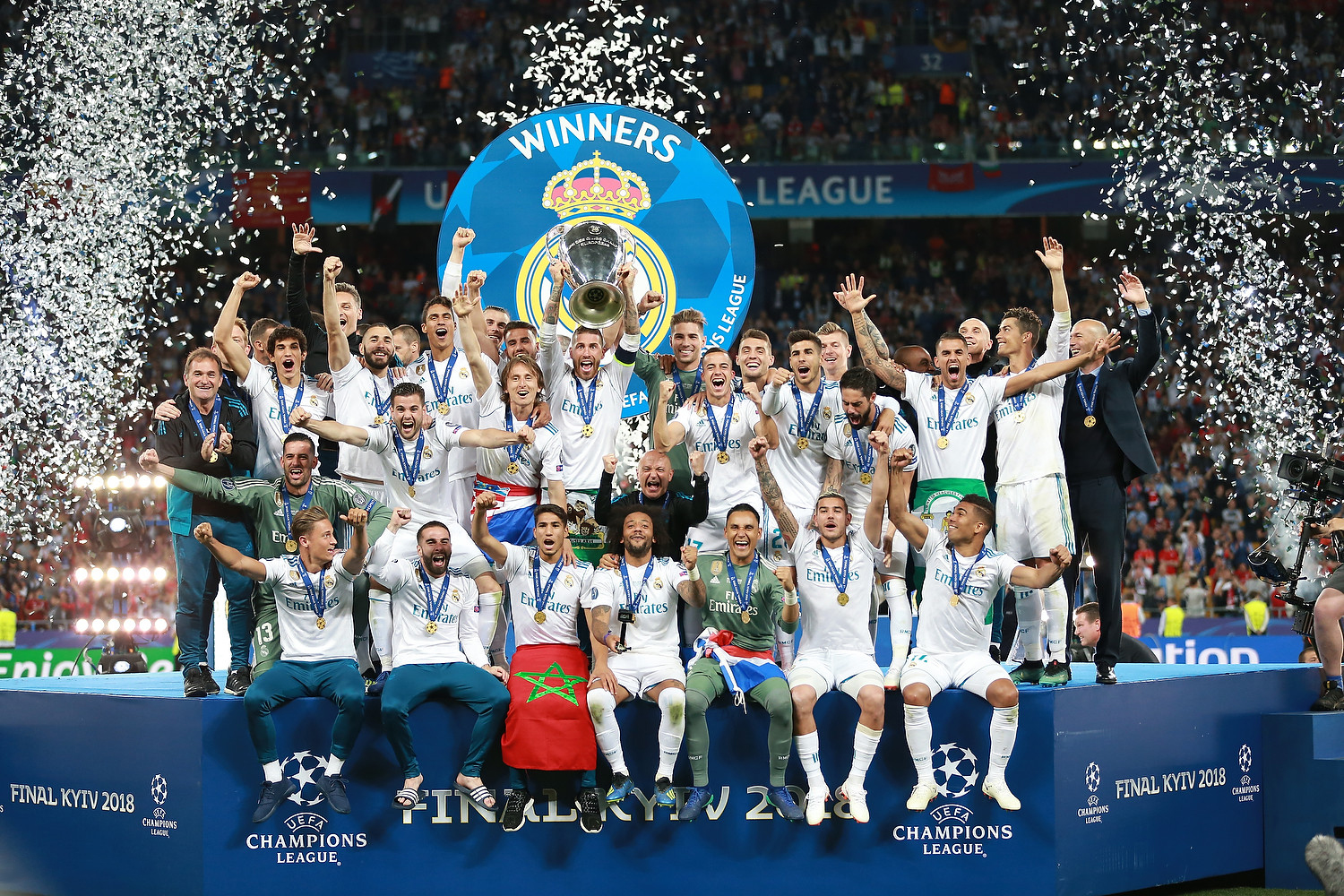
El Real Madrid celebrando su cuarta Liga de Campeones en cinco años.

El Madrid de las 4 de 5 o Madrid de las cuatro de cinco es el nombre dado para designar a una generación de futbolistas que jugaron en el Real Madrid Club de Fútbol en los años 2010. Por extensión, se suele referir al conjunto como la era de Zidane, quien fue el entrenador que más tiempo ostentó el cargo de director técnico del grupo, y principal valedor del grupo de futbolistas que conquistaron cuatro Ligas de Campeones en cinco años, tres de ellas consecutivas, siendo el primer club en lograrlo bajo el nuevo sistema de competición establecido en 1992. Por ende, fue el primer club en lograr defender el título de campeón bajo nuevo formato, registro que ya instauró también bajo el sistema antiguo. El hito de las «cuatro de cinco» hizo que se les señalara como una de los históricas generaciones de la competición.
Considerada como la segunda etapa más exitosa del club tras el «Madrid de Di Stéfano» o el «Madrid de las cinco Copas de Europa», ostentó la condición de «Campeón de Europa» durante más de 1 000 días consecutivos. Junto al Ajax de Ámsterdam y el Bayern de Múnich son los únicos tres clubes entre los más de 500 participantes históricos del torneo en lograr vencer el título tres veces consecutivas, y el único en lograrlo por partida doble.
En dicho periodo, Zinedine Zidane, en dos etapas: una primera iniciada como segundo entrenador de Carlo Ancelotti en la que el equipo logró la primera de las cuatro Ligas de Campeones referidas, y una segunda —la principal— en la que logró tres Ligas de Campeones consecutivas, (se añade una tercera etapa en el club, segunda como entrenador principal y como cierre de su ciclo pero sin la conquista del máximo título continental, quedando pues fuera del referido periodo de «las 4 de 5»); fue el valedor de dicha generación. Tras Miguel Muñoz, quedó como el segundo entrenador en la historia del club con más títulos, y uno de los que mejor rendimiento obtuvo.
En dicha generación destacaron los futbolistas que conformaron el grupo, y entre los que destacaron sobremanera algunos de ellos como Cristiano Ronaldo, principal referente, o Sergio Ramos, su capitán.

## El equipo

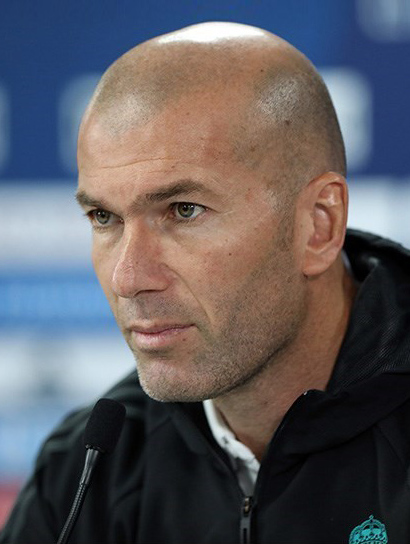
Zidane, entrenador y valedor del grupo, quien ya triunfó en el club como futbolista.

Los jugadores y el número de partidos que jugaron en dicha época entre 2013 y 2018 en el sistema tipo 4-3-3 fueron los siguientes:
- Guardameta: el costarricense Keylor Navas (141 partidos) fue su principal activo en la portería. Antes, Iker Casillas (71) —segundo jugador con más partidos de la historia del club— ostentó el puesto en el primer título.
- Defensas: Dani Carvajal (200), Képler Lima Pepe (135), Sergio Ramos (212) —capitán— y Marcelo Vieira (224), conformaron una defensa en la que Raphaël Varane (185) fue también pieza importante y otros como Álvaro Arbeloa (74) fueron primigenios activos del relevo generacional.
- Centrocampistas: Carlos Casemiro (150), Luka Modrić (204) y Toni Kroos (190) conformaron el principal eje del centro del campo en la segunda etapa —terna conocida como la «CMK»—,[25][26][27] si bien otros jugadores como Isco Alarcón (240) y Mateo Kovačić (109) —principalmente el primero, y bajo un sistema de 4-4-2 el segundo, la variante principal del 4-3-3 habitual—, o Ángel di María (53) y Xabi Alonso (44) —referentes de la primera etapa— fueron los sus más destacados futbolistas.
- Delanteros: Cristiano Ronaldo (239), Karim Benzema (229) y Gareth Bale (189) —«la BBC»,[28][29] como principales artífices goleadores—, con sustento de otros como Lucas Vázquez (136) o Jesé Rodríguez (92) en diversos momentos.

- Entrenador(es): Zinedine Zidane (149) fue el principal dirigente del equipo, si bien en el primer título era el segundo de Carlo Ancelotti (119), con quien comenzó la sucesión de títulos.

## Las finales
Durante la etapa el club disputó y venció cuatro finales de la Copa de Europa, mientras que en la quinta participación en esos cinco años, fue eliminado en semifinales por la Juventus Football Club, en la que pudiera haber sido la primera final del torneo frente a su máximo rival, el Fútbol Club Barcelona. 

### Liga de Campeones 2013-14
| 1     | POR   | Iker Casillas     |    |
| 4     | DEF   | Sergio Ramos      |    |
| 2     | DEF   | Raphaël Varane    |    |
| 5     | DEF   | Fábio Coentrão    | 58 |
| 15    | DEF   | Daniel Carvajal   |    |
| 6     | MED   | Sami Khedira      | 58 |
| 19    | MED   | Luka Modrić       |    |
| 22    | MED   | Ángel Di María    |    |
| 11    | DEL   | Gareth Bale       |    |
| 7     | DEL   | Cristiano Ronaldo |    |
| 9     | DEL   | Karim Benzema     | 78 |
| D. T. | D. T. | Carlo Ancelotti   |    |

| 13    | POR   | Thibaut Courtois |    |
| 2     | DEF   | Diego Godín      |    |
| 3     | DEF   | Filipe Luis      | 82 |
| 23    | DEF   | João Miranda     |    |
| 20    | DEF   | Juanfran         |    |
| 8     | MED   | Raúl García      | 66 |
| 5     | MED   | Tiago Mendes     |    |
| 14    | MED   | Gabi             |    |
| 6     | MED   | Koke             |    |
| 19    | DEL   | Diego Costa      | 9  |
| 9     | DEL   | David Villa      |    |
| D. T. | D. T. | Diego Simeone    |    |

| 12 | DEF | Marcelo       | 58 |
| 23 | MED | Isco          | 58 |
| 21 | DEL | Álvaro Morata | 78 |

| 7  | DEL | Adrián López      | 9  |
| 24 | MED | José Sosa         | 66 |
| 12 | DEF | Toby Alderweireld | 82 |

| 90+3' · 110' · 118' · 120' (pen.) | Sergio Ramos Gareth Bale Marcelo Cristiano Ronaldo | 1-1 2-1 3-1 4-1 |

| 36' | Diego Godín | 0-1 |

| 27' · 45+1' · 118' · 120' · 120+3' | Sergio Ramos Sami Khedira Marcelo Cristiano Ronaldo Raphaël Varane |

| 27' · 53' · 72' · 74' · 86' · 100' · 120' | Raúl García Miranda David Villa Juanfran Koke Gabi Diego Godín |

| 120' | Diego Simeone (DT) |

| Principal  | Björn Kuipers     |
| Asistentes | Sander Van Roekel |
|            | Erwin Zeinstra    |
| Cuarto     | Cüneyt Çakir      |

| 1     | POR   | Iker Casillas     |    |
| 4     | DEF   | Sergio Ramos      |    |
| 2     | DEF   | Raphaël Varane    |    |
| 5     | DEF   | Fábio Coentrão    | 58 |
| 15    | DEF   | Daniel Carvajal   |    |
| 6     | MED   | Sami Khedira      | 58 |
| 19    | MED   | Luka Modrić       |    |
| 22    | MED   | Ángel Di María    |    |
| 11    | DEL   | Gareth Bale       |    |
| 7     | DEL   | Cristiano Ronaldo |    |
| 9     | DEL   | Karim Benzema     | 78 |
| D. T. | D. T. | Carlo Ancelotti   |    |

| 13    | POR   | Thibaut Courtois |    |
| 2     | DEF   | Diego Godín      |    |
| 3     | DEF   | Filipe Luis      | 82 |
| 23    | DEF   | João Miranda     |    |
| 20    | DEF   | Juanfran         |    |
| 8     | MED   | Raúl García      | 66 |
| 5     | MED   | Tiago Mendes     |    |
| 14    | MED   | Gabi             |    |
| 6     | MED   | Koke             |    |
| 19    | DEL   | Diego Costa      | 9  |
| 9     | DEL   | David Villa      |    |
| D. T. | D. T. | Diego Simeone    |    |

| 12 | DEF | Marcelo       | 58 |
| 23 | MED | Isco          | 58 |
| 21 | DEL | Álvaro Morata | 78 |

| 7  | DEL | Adrián López      | 9  |
| 24 | MED | José Sosa         | 66 |
| 12 | DEF | Toby Alderweireld | 82 |

| 90+3' · 110' · 118' · 120' (pen.) | Sergio Ramos Gareth Bale Marcelo Cristiano Ronaldo | 1-1 2-1 3-1 4-1 |

| 36' | Diego Godín | 0-1 |

| 27' · 45+1' · 118' · 120' · 120+3' | Sergio Ramos Sami Khedira Marcelo Cristiano Ronaldo Raphaël Varane |

| 27' · 53' · 72' · 74' · 86' · 100' · 120' | Raúl García Miranda David Villa Juanfran Koke Gabi Diego Godín |

| 120' | Diego Simeone (DT) |

| Principal  | Björn Kuipers     |
| Asistentes | Sander Van Roekel |
|            | Erwin Zeinstra    |
| Cuarto     | Cüneyt Çakir      |

| 1     | POR   | Iker Casillas     |    |
| 4     | DEF   | Sergio Ramos      |    |
| 2     | DEF   | Raphaël Varane    |    |
| 5     | DEF   | Fábio Coentrão    | 58 |
| 15    | DEF   | Daniel Carvajal   |    |
| 6     | MED   | Sami Khedira      | 58 |
| 19    | MED   | Luka Modrić       |    |
| 22    | MED   | Ángel Di María    |    |
| 11    | DEL   | Gareth Bale       |    |
| 7     | DEL   | Cristiano Ronaldo |    |
| 9     | DEL   | Karim Benzema     | 78 |
| D. T. | D. T. | Carlo Ancelotti   |    |

| 13    | POR   | Thibaut Courtois |    |
| 2     | DEF   | Diego Godín      |    |
| 3     | DEF   | Filipe Luis      | 82 |
| 23    | DEF   | João Miranda     |    |
| 20    | DEF   | Juanfran         |    |
| 8     | MED   | Raúl García      | 66 |
| 5     | MED   | Tiago Mendes     |    |
| 14    | MED   | Gabi             |    |
| 6     | MED   | Koke             |    |
| 19    | DEL   | Diego Costa      | 9  |
| 9     | DEL   | David Villa      |    |
| D. T. | D. T. | Diego Simeone    |    |

| 12 | DEF | Marcelo       | 58 |
| 23 | MED | Isco          | 58 |
| 21 | DEL | Álvaro Morata | 78 |

| 7  | DEL | Adrián López      | 9  |
| 24 | MED | José Sosa         | 66 |
| 12 | DEF | Toby Alderweireld | 82 |

| 90+3' · 110' · 118' · 120' (pen.) | Sergio Ramos Gareth Bale Marcelo Cristiano Ronaldo | 1-1 2-1 3-1 4-1 |

| 36' | Diego Godín | 0-1 |

| 27' · 45+1' · 118' · 120' · 120+3' | Sergio Ramos Sami Khedira Marcelo Cristiano Ronaldo Raphaël Varane |

| 27' · 53' · 72' · 74' · 86' · 100' · 120' | Raúl García Miranda David Villa Juanfran Koke Gabi Diego Godín |

| 120' | Diego Simeone (DT) |

| Principal  | Björn Kuipers     |
| Asistentes | Sander Van Roekel |
|            | Erwin Zeinstra    |
| Cuarto     | Cüneyt Çakir      |

| 1     | POR   | Iker Casillas     |    |
| 4     | DEF   | Sergio Ramos      |    |
| 2     | DEF   | Raphaël Varane    |    |
| 5     | DEF   | Fábio Coentrão    | 58 |
| 15    | DEF   | Daniel Carvajal   |    |
| 6     | MED   | Sami Khedira      | 58 |
| 19    | MED   | Luka Modrić       |    |
| 22    | MED   | Ángel Di María    |    |
| 11    | DEL   | Gareth Bale       |    |
| 7     | DEL   | Cristiano Ronaldo |    |
| 9     | DEL   | Karim Benzema     | 78 |
| D. T. | D. T. | Carlo Ancelotti   |    |

| 13    | POR   | Thibaut Courtois |    |
| 2     | DEF   | Diego Godín      |    |
| 3     | DEF   | Filipe Luis      | 82 |
| 23    | DEF   | João Miranda     |    |
| 20    | DEF   | Juanfran         |    |
| 8     | MED   | Raúl García      | 66 |
| 5     | MED   | Tiago Mendes     |    |
| 14    | MED   | Gabi             |    |
| 6     | MED   | Koke             |    |
| 19    | DEL   | Diego Costa      | 9  |
| 9     | DEL   | David Villa      |    |
| D. T. | D. T. | Diego Simeone    |    |

| 12 | DEF | Marcelo       | 58 |
| 23 | MED | Isco          | 58 |
| 21 | DEL | Álvaro Morata | 78 |

| 7  | DEL | Adrián López      | 9  |
| 24 | MED | José Sosa         | 66 |
| 12 | DEF | Toby Alderweireld | 82 |

| 90+3' · 110' · 118' · 120' (pen.) | Sergio Ramos Gareth Bale Marcelo Cristiano Ronaldo | 1-1 2-1 3-1 4-1 |

| 36' | Diego Godín | 0-1 |

| 27' · 45+1' · 118' · 120' · 120+3' | Sergio Ramos Sami Khedira Marcelo Cristiano Ronaldo Raphaël Varane |

| 27' · 53' · 72' · 74' · 86' · 100' · 120' | Raúl García Miranda David Villa Juanfran Koke Gabi Diego Godín |

| 120' | Diego Simeone (DT) |

| Principal  | Björn Kuipers     |
| Asistentes | Sander Van Roekel |
|            | Erwin Zeinstra    |
| Cuarto     | Cüneyt Çakir      |

### Liga de Campeones 2015-16
| 1     | POR   | Keylor Navas      |     |
| 15    | DEF   | Daniel Carvajal   | 51' |
| 4     | DEF   | Sergio Ramos      |     |
| 3     | DEF   | Pepe              |     |
| 12    | DEF   | Marcelo           |     |
| 14    | MED   | Casemiro          |     |
| 19    | MED   | Luka Modrić       |     |
| 8     | MED   | Toni Kroos        | 72' |
| 11    | DEL   | Gareth Bale       |     |
| 9     | DEL   | Karim Benzema     | 77' |
| 7     | DEL   | Cristiano Ronaldo |     |
| D. T. | D. T. | Zinedine Zidane   |     |

| 13    | POR   | Jan Oblak         |      |
| 20    | DEF   | Juanfran Torres   |      |
| 15    | DEF   | Stefan Savić      |      |
| 2     | DEF   | Diego Godín       |      |
| 3     | DEF   | Filipe Luís       |      |
| 12    | MED   | Augusto Fernández | 51'  |
| 17    | MED   | Saúl Ñíguez       |      |
| 14    | MED   | Gabi              |      |
| 6     | MED   | Koke              | 115' |
| 9     | DEL   | Fernando Torres   |      |
| 7     | DEL   | Antoine Griezmann |      |
| D. T. | D. T. | Diego Simeone     |      |

| 23 | Defensa        | Danilo        | 51' |
| 22 | Centrocampista | Isco Alarcón  | 72' |
| 18 | Delantero      | Lucas Vázquez | 77' |

| 21 | Centrocampista | Yannick Ferreira Carrasco | 51'  |
| 19 | Defensa        | Lucas Hernández           | 108' |
| 22 | Centrocampista | Thomas Partey             | 115' |

| 15' | Sergio Ramos | 1-0 |

| 79' | Yannick Ferreira Carrasco | 1-1 |

| Sí · Sí · Sí · Sí · Sí | Lucas Vázquez Marcelo Gareth Bale Sergio Ramos Cristiano Ronaldo | 1-0 2-1 3-2 4-3 5-3 |

| Sí · Sí · Sí · No | Antoine Griezmann Gabi Saúl Ñíguez Juanfran | 1-1 2-2 3-3 4-3 |

| 11' · 47' · 90+2' · 92' · 111' | Daniel Carvajal Keylor Navas Sergio Ramos Danilo Pepe |

| 90+2' | Gabi |

| Principal  | Mark Clattenburg |
| Asistentes | Simon Beck       |
|            | Jake Collin      |
| Cuarto     | Viktor Kassai    |
| Quinto     | Stuart Burt      |

| Áreas | Anthony Taylor |
|       | Andre Marriner |

|                    |      |      |
| Tiros              | 25   | 18   |
| Tiros a puerta     | 8    | 4    |
| Faltas             | 3    | 7    |
| Saques de esquina  | 7    | 6    |
| Penaltis           | 0    | 1    |
| Fueras de juego    | 6    | 11   |
| Posesión del balón | 46 % | 54 % |

| Alineación inicial |

| 1     | POR   | Keylor Navas      |     |
| 15    | DEF   | Daniel Carvajal   | 51' |
| 4     | DEF   | Sergio Ramos      |     |
| 3     | DEF   | Pepe              |     |
| 12    | DEF   | Marcelo           |     |
| 14    | MED   | Casemiro          |     |
| 19    | MED   | Luka Modrić       |     |
| 8     | MED   | Toni Kroos        | 72' |
| 11    | DEL   | Gareth Bale       |     |
| 9     | DEL   | Karim Benzema     | 77' |
| 7     | DEL   | Cristiano Ronaldo |     |
| D. T. | D. T. | Zinedine Zidane   |     |

| 13    | POR   | Jan Oblak         |      |
| 20    | DEF   | Juanfran Torres   |      |
| 15    | DEF   | Stefan Savić      |      |
| 2     | DEF   | Diego Godín       |      |
| 3     | DEF   | Filipe Luís       |      |
| 12    | MED   | Augusto Fernández | 51'  |
| 17    | MED   | Saúl Ñíguez       |      |
| 14    | MED   | Gabi              |      |
| 6     | MED   | Koke              | 115' |
| 9     | DEL   | Fernando Torres   |      |
| 7     | DEL   | Antoine Griezmann |      |
| D. T. | D. T. | Diego Simeone     |      |

| 23 | Defensa        | Danilo        | 51' |
| 22 | Centrocampista | Isco Alarcón  | 72' |
| 18 | Delantero      | Lucas Vázquez | 77' |

| 21 | Centrocampista | Yannick Ferreira Carrasco | 51'  |
| 19 | Defensa        | Lucas Hernández           | 108' |
| 22 | Centrocampista | Thomas Partey             | 115' |

| 15' | Sergio Ramos | 1-0 |

| 79' | Yannick Ferreira Carrasco | 1-1 |

| Sí · Sí · Sí · Sí · Sí | Lucas Vázquez Marcelo Gareth Bale Sergio Ramos Cristiano Ronaldo | 1-0 2-1 3-2 4-3 5-3 |

| Sí · Sí · Sí · No | Antoine Griezmann Gabi Saúl Ñíguez Juanfran | 1-1 2-2 3-3 4-3 |

| 11' · 47' · 90+2' · 92' · 111' | Daniel Carvajal Keylor Navas Sergio Ramos Danilo Pepe |

| 90+2' | Gabi |

| Principal  | Mark Clattenburg |
| Asistentes | Simon Beck       |
|            | Jake Collin      |
| Cuarto     | Viktor Kassai    |
| Quinto     | Stuart Burt      |

| Áreas | Anthony Taylor |
|       | Andre Marriner |

|                    |      |      |
| Tiros              | 25   | 18   |
| Tiros a puerta     | 8    | 4    |
| Faltas             | 3    | 7    |
| Saques de esquina  | 7    | 6    |
| Penaltis           | 0    | 1    |
| Fueras de juego    | 6    | 11   |
| Posesión del balón | 46 % | 54 % |

| Alineación inicial |

| 1     | POR   | Keylor Navas      |     |
| 15    | DEF   | Daniel Carvajal   | 51' |
| 4     | DEF   | Sergio Ramos      |     |
| 3     | DEF   | Pepe              |     |
| 12    | DEF   | Marcelo           |     |
| 14    | MED   | Casemiro          |     |
| 19    | MED   | Luka Modrić       |     |
| 8     | MED   | Toni Kroos        | 72' |
| 11    | DEL   | Gareth Bale       |     |
| 9     | DEL   | Karim Benzema     | 77' |
| 7     | DEL   | Cristiano Ronaldo |     |
| D. T. | D. T. | Zinedine Zidane   |     |

| 13    | POR   | Jan Oblak         |      |
| 20    | DEF   | Juanfran Torres   |      |
| 15    | DEF   | Stefan Savić      |      |
| 2     | DEF   | Diego Godín       |      |
| 3     | DEF   | Filipe Luís       |      |
| 12    | MED   | Augusto Fernández | 51'  |
| 17    | MED   | Saúl Ñíguez       |      |
| 14    | MED   | Gabi              |      |
| 6     | MED   | Koke              | 115' |
| 9     | DEL   | Fernando Torres   |      |
| 7     | DEL   | Antoine Griezmann |      |
| D. T. | D. T. | Diego Simeone     |      |

| 23 | Defensa        | Danilo        | 51' |
| 22 | Centrocampista | Isco Alarcón  | 72' |
| 18 | Delantero      | Lucas Vázquez | 77' |

| 21 | Centrocampista | Yannick Ferreira Carrasco | 51'  |
| 19 | Defensa        | Lucas Hernández           | 108' |
| 22 | Centrocampista | Thomas Partey             | 115' |

| 15' | Sergio Ramos | 1-0 |

| 79' | Yannick Ferreira Carrasco | 1-1 |

| Sí · Sí · Sí · Sí · Sí | Lucas Vázquez Marcelo Gareth Bale Sergio Ramos Cristiano Ronaldo | 1-0 2-1 3-2 4-3 5-3 |

| Sí · Sí · Sí · No | Antoine Griezmann Gabi Saúl Ñíguez Juanfran | 1-1 2-2 3-3 4-3 |

| 11' · 47' · 90+2' · 92' · 111' | Daniel Carvajal Keylor Navas Sergio Ramos Danilo Pepe |

| 90+2' | Gabi |

| Principal  | Mark Clattenburg |
| Asistentes | Simon Beck       |
|            | Jake Collin      |
| Cuarto     | Viktor Kassai    |
| Quinto     | Stuart Burt      |

| Áreas | Anthony Taylor |
|       | Andre Marriner |

|                    |      |      |
| Tiros              | 25   | 18   |
| Tiros a puerta     | 8    | 4    |
| Faltas             | 3    | 7    |
| Saques de esquina  | 7    | 6    |
| Penaltis           | 0    | 1    |
| Fueras de juego    | 6    | 11   |
| Posesión del balón | 46 % | 54 % |

| Alineación inicial |

| 1     | POR   | Keylor Navas      |     |
| 15    | DEF   | Daniel Carvajal   | 51' |
| 4     | DEF   | Sergio Ramos      |     |
| 3     | DEF   | Pepe              |     |
| 12    | DEF   | Marcelo           |     |
| 14    | MED   | Casemiro          |     |
| 19    | MED   | Luka Modrić       |     |
| 8     | MED   | Toni Kroos        | 72' |
| 11    | DEL   | Gareth Bale       |     |
| 9     | DEL   | Karim Benzema     | 77' |
| 7     | DEL   | Cristiano Ronaldo |     |
| D. T. | D. T. | Zinedine Zidane   |     |

| 13    | POR   | Jan Oblak         |      |
| 20    | DEF   | Juanfran Torres   |      |
| 15    | DEF   | Stefan Savić      |      |
| 2     | DEF   | Diego Godín       |      |
| 3     | DEF   | Filipe Luís       |      |
| 12    | MED   | Augusto Fernández | 51'  |
| 17    | MED   | Saúl Ñíguez       |      |
| 14    | MED   | Gabi              |      |
| 6     | MED   | Koke              | 115' |
| 9     | DEL   | Fernando Torres   |      |
| 7     | DEL   | Antoine Griezmann |      |
| D. T. | D. T. | Diego Simeone     |      |

| 23 | Defensa        | Danilo        | 51' |
| 22 | Centrocampista | Isco Alarcón  | 72' |
| 18 | Delantero      | Lucas Vázquez | 77' |

| 21 | Centrocampista | Yannick Ferreira Carrasco | 51'  |
| 19 | Defensa        | Lucas Hernández           | 108' |
| 22 | Centrocampista | Thomas Partey             | 115' |

| 15' | Sergio Ramos | 1-0 |

| 79' | Yannick Ferreira Carrasco | 1-1 |

| Sí · Sí · Sí · Sí · Sí | Lucas Vázquez Marcelo Gareth Bale Sergio Ramos Cristiano Ronaldo | 1-0 2-1 3-2 4-3 5-3 |

| Sí · Sí · Sí · No | Antoine Griezmann Gabi Saúl Ñíguez Juanfran | 1-1 2-2 3-3 4-3 |

| 11' · 47' · 90+2' · 92' · 111' | Daniel Carvajal Keylor Navas Sergio Ramos Danilo Pepe |

| 90+2' | Gabi |

| Principal  | Mark Clattenburg |
| Asistentes | Simon Beck       |
|            | Jake Collin      |
| Cuarto     | Viktor Kassai    |
| Quinto     | Stuart Burt      |

| Áreas | Anthony Taylor |
|       | Andre Marriner |

|                    |      |      |
| Tiros              | 25   | 18   |
| Tiros a puerta     | 8    | 4    |
| Faltas             | 3    | 7    |
| Saques de esquina  | 7    | 6    |
| Penaltis           | 0    | 1    |
| Fueras de juego    | 6    | 11   |
| Posesión del balón | 46 % | 54 % |

| Alineación inicial |

### Liga de Campeones 2016-17
| 1     | POR   | Gianluigi Buffon     |  |
| 15    | DEF   | Andrea Barzagli 66'  |  |
| 19    | DEF   | Leonardo Bonucci     |  |
| 3     | DEF   | Giorgio Chiellini    |  |
| 23    | MED   | Dani Alves           |  |
| 6     | MED   | Sami Khedira         |  |
| 5     | MED   | Miralem Pjanić 71'   |  |
| 12    | MED   | Alex Sandro          |  |
| 21    | MED   | Paulo Dybala 78'     |  |
| 9     | DEL   | Gonzalo Higuaín      |  |
| 17    | DEL   | Mario Mandžukić      |  |
| D. T. | D. T. | Massimiliano Allegri |  |

| 1     | POR   | Keylor Navas      |  |
| 2     | DEF   | Dani Carvajal     |  |
| 5     | DEF   | Raphaël Varane    |  |
| 4     | DEF   | Sergio Ramos      |  |
| 12    | DEF   | Marcelo Vieira    |  |
| 14    | MED   | Casemiro          |  |
| 19    | MED   | Luka Modrić       |  |
| 8     | MED   | Toni Kroos 89'    |  |
| 22    | MED   | Isco Alarcón 82'  |  |
| 9     | DEL   | Karim Benzema 77' |  |
| 7     | DEL   | Cristiano Ronaldo |  |
| D. T. | D. T. | Zinedine Zidane   |  |

| 7  | MED | Juan Cuadrado     | 66' |
| 8  | MED | Claudio Marchisio | 71' |
| 18 | MED | Mario Lemina      | 78' |

| 20 | MED | Marco Asensio | 77' |
| 11 | DEL | Gareth Bale   | 82' |
| 21 | DEL | Álvaro Morata | 89' |

| 27' | Mario Mandžukić | 1-1 |

| 20' · 61' · 64' · 90' | Cristiano Ronaldo Casemiro Cristiano Ronaldo Marco Asensio | 0-1 1-2 1-3 1-4 |

| 12' · 66' · 70' · 72' | Paulo Dybala Miralem Pjanić Alex Sandro Juan Cuadrado |

| 31' · 42' · 53' · 90+1' | Sergio Ramos Dani Carvajal Toni Kroos Marco Asensio |

| 84' | Juan Cuadrado |

| Principal  | Felix Brych   |
| Asistentes | Mark Borsch   |
|            | Stefan Lupp   |
| Cuarto     | Milorad Mažić |
| Quinto     | Rafael Foltyn |

| Áreas | Bastian Dankert |
|       | Marco Fritz     |

|                    |       |       |
| Tiros              | 9     | 18    |
| Tiros a puerta     | 4     | 5     |
| Faltas             | 23    | 18    |
| Saques de esquina  | 1     | 1     |
| Fueras de juego    | 3     | 1     |
| Posesión del balón | 43,6% | 56,4% |

| Alineación inicial |

| 1     | POR   | Gianluigi Buffon     |  |
| 15    | DEF   | Andrea Barzagli 66'  |  |
| 19    | DEF   | Leonardo Bonucci     |  |
| 3     | DEF   | Giorgio Chiellini    |  |
| 23    | MED   | Dani Alves           |  |
| 6     | MED   | Sami Khedira         |  |
| 5     | MED   | Miralem Pjanić 71'   |  |
| 12    | MED   | Alex Sandro          |  |
| 21    | MED   | Paulo Dybala 78'     |  |
| 9     | DEL   | Gonzalo Higuaín      |  |
| 17    | DEL   | Mario Mandžukić      |  |
| D. T. | D. T. | Massimiliano Allegri |  |

| 1     | POR   | Keylor Navas      |  |
| 2     | DEF   | Dani Carvajal     |  |
| 5     | DEF   | Raphaël Varane    |  |
| 4     | DEF   | Sergio Ramos      |  |
| 12    | DEF   | Marcelo Vieira    |  |
| 14    | MED   | Casemiro          |  |
| 19    | MED   | Luka Modrić       |  |
| 8     | MED   | Toni Kroos 89'    |  |
| 22    | MED   | Isco Alarcón 82'  |  |
| 9     | DEL   | Karim Benzema 77' |  |
| 7     | DEL   | Cristiano Ronaldo |  |
| D. T. | D. T. | Zinedine Zidane   |  |

| 7  | MED | Juan Cuadrado     | 66' |
| 8  | MED | Claudio Marchisio | 71' |
| 18 | MED | Mario Lemina      | 78' |

| 20 | MED | Marco Asensio | 77' |
| 11 | DEL | Gareth Bale   | 82' |
| 21 | DEL | Álvaro Morata | 89' |

| 27' | Mario Mandžukić | 1-1 |

| 20' · 61' · 64' · 90' | Cristiano Ronaldo Casemiro Cristiano Ronaldo Marco Asensio | 0-1 1-2 1-3 1-4 |

| 12' · 66' · 70' · 72' | Paulo Dybala Miralem Pjanić Alex Sandro Juan Cuadrado |

| 31' · 42' · 53' · 90+1' | Sergio Ramos Dani Carvajal Toni Kroos Marco Asensio |

| 84' | Juan Cuadrado |

| Principal  | Felix Brych   |
| Asistentes | Mark Borsch   |
|            | Stefan Lupp   |
| Cuarto     | Milorad Mažić |
| Quinto     | Rafael Foltyn |

| Áreas | Bastian Dankert |
|       | Marco Fritz     |

|                    |       |       |
| Tiros              | 9     | 18    |
| Tiros a puerta     | 4     | 5     |
| Faltas             | 23    | 18    |
| Saques de esquina  | 1     | 1     |
| Fueras de juego    | 3     | 1     |
| Posesión del balón | 43,6% | 56,4% |

| Alineación inicial |

| 1     | POR   | Gianluigi Buffon     |  |
| 15    | DEF   | Andrea Barzagli 66'  |  |
| 19    | DEF   | Leonardo Bonucci     |  |
| 3     | DEF   | Giorgio Chiellini    |  |
| 23    | MED   | Dani Alves           |  |
| 6     | MED   | Sami Khedira         |  |
| 5     | MED   | Miralem Pjanić 71'   |  |
| 12    | MED   | Alex Sandro          |  |
| 21    | MED   | Paulo Dybala 78'     |  |
| 9     | DEL   | Gonzalo Higuaín      |  |
| 17    | DEL   | Mario Mandžukić      |  |
| D. T. | D. T. | Massimiliano Allegri |  |

| 1     | POR   | Keylor Navas      |  |
| 2     | DEF   | Dani Carvajal     |  |
| 5     | DEF   | Raphaël Varane    |  |
| 4     | DEF   | Sergio Ramos      |  |
| 12    | DEF   | Marcelo Vieira    |  |
| 14    | MED   | Casemiro          |  |
| 19    | MED   | Luka Modrić       |  |
| 8     | MED   | Toni Kroos 89'    |  |
| 22    | MED   | Isco Alarcón 82'  |  |
| 9     | DEL   | Karim Benzema 77' |  |
| 7     | DEL   | Cristiano Ronaldo |  |
| D. T. | D. T. | Zinedine Zidane   |  |

| 7  | MED | Juan Cuadrado     | 66' |
| 8  | MED | Claudio Marchisio | 71' |
| 18 | MED | Mario Lemina      | 78' |

| 20 | MED | Marco Asensio | 77' |
| 11 | DEL | Gareth Bale   | 82' |
| 21 | DEL | Álvaro Morata | 89' |

| 27' | Mario Mandžukić | 1-1 |

| 20' · 61' · 64' · 90' | Cristiano Ronaldo Casemiro Cristiano Ronaldo Marco Asensio | 0-1 1-2 1-3 1-4 |

| 12' · 66' · 70' · 72' | Paulo Dybala Miralem Pjanić Alex Sandro Juan Cuadrado |

| 31' · 42' · 53' · 90+1' | Sergio Ramos Dani Carvajal Toni Kroos Marco Asensio |

| 84' | Juan Cuadrado |

| Principal  | Felix Brych   |
| Asistentes | Mark Borsch   |
|            | Stefan Lupp   |
| Cuarto     | Milorad Mažić |
| Quinto     | Rafael Foltyn |

| Áreas | Bastian Dankert |
|       | Marco Fritz     |

|                    |       |       |
| Tiros              | 9     | 18    |
| Tiros a puerta     | 4     | 5     |
| Faltas             | 23    | 18    |
| Saques de esquina  | 1     | 1     |
| Fueras de juego    | 3     | 1     |
| Posesión del balón | 43,6% | 56,4% |

| Alineación inicial |

| 1     | POR   | Gianluigi Buffon     |  |
| 15    | DEF   | Andrea Barzagli 66'  |  |
| 19    | DEF   | Leonardo Bonucci     |  |
| 3     | DEF   | Giorgio Chiellini    |  |
| 23    | MED   | Dani Alves           |  |
| 6     | MED   | Sami Khedira         |  |
| 5     | MED   | Miralem Pjanić 71'   |  |
| 12    | MED   | Alex Sandro          |  |
| 21    | MED   | Paulo Dybala 78'     |  |
| 9     | DEL   | Gonzalo Higuaín      |  |
| 17    | DEL   | Mario Mandžukić      |  |
| D. T. | D. T. | Massimiliano Allegri |  |

| 1     | POR   | Keylor Navas      |  |
| 2     | DEF   | Dani Carvajal     |  |
| 5     | DEF   | Raphaël Varane    |  |
| 4     | DEF   | Sergio Ramos      |  |
| 12    | DEF   | Marcelo Vieira    |  |
| 14    | MED   | Casemiro          |  |
| 19    | MED   | Luka Modrić       |  |
| 8     | MED   | Toni Kroos 89'    |  |
| 22    | MED   | Isco Alarcón 82'  |  |
| 9     | DEL   | Karim Benzema 77' |  |
| 7     | DEL   | Cristiano Ronaldo |  |
| D. T. | D. T. | Zinedine Zidane   |  |

| 7  | MED | Juan Cuadrado     | 66' |
| 8  | MED | Claudio Marchisio | 71' |
| 18 | MED | Mario Lemina      | 78' |

| 20 | MED | Marco Asensio | 77' |
| 11 | DEL | Gareth Bale   | 82' |
| 21 | DEL | Álvaro Morata | 89' |

| 27' | Mario Mandžukić | 1-1 |

| 20' · 61' · 64' · 90' | Cristiano Ronaldo Casemiro Cristiano Ronaldo Marco Asensio | 0-1 1-2 1-3 1-4 |

| 12' · 66' · 70' · 72' | Paulo Dybala Miralem Pjanić Alex Sandro Juan Cuadrado |

| 31' · 42' · 53' · 90+1' | Sergio Ramos Dani Carvajal Toni Kroos Marco Asensio |

| 84' | Juan Cuadrado |

| Principal  | Felix Brych   |
| Asistentes | Mark Borsch   |
|            | Stefan Lupp   |
| Cuarto     | Milorad Mažić |
| Quinto     | Rafael Foltyn |

| Áreas | Bastian Dankert |
|       | Marco Fritz     |

|                    |       |       |
| Tiros              | 9     | 18    |
| Tiros a puerta     | 4     | 5     |
| Faltas             | 23    | 18    |
| Saques de esquina  | 1     | 1     |
| Fueras de juego    | 3     | 1     |
| Posesión del balón | 43,6% | 56,4% |

| Alineación inicial |

### Liga de Campeones 2017-18
| 1     | POR   | Keylor Navas      |     |
| 2     | DEF   | Daniel Carvajal   | 37' |
| 5     | DEF   | Raphaël Varane    |     |
| 4     | DEF   | Sergio Ramos      |     |
| 12    | DEF   | Marcelo Vieira    |     |
| 10    | MED   | Luka Modrić       |     |
| 14    | MED   | Casemiro          |     |
| 8     | MED   | Toni Kroos        |     |
| 22    | MED   | Isco Alarcón      | 61' |
| 9     | DEL   | Karim Benzema     | 89' |
| 7     | DEL   | Cristiano Ronaldo |     |
| D. T. | D. T. | Zinedine Zidane   |     |

| 1     | POR   | Loris Karius           |     |
| 66    | DEF   | Trent Alexander-Arnold |     |
| 6     | DEF   | Dejan Lovren           |     |
| 4     | DEF   | Virgil van Dijk        |     |
| 26    | DEF   | Andrew Robertson       |     |
| 14    | MED   | Jordan Henderson       |     |
| 7     | MED   | James Milner           | 83' |
| 5     | MED   | Georginio Wijnaldum    |     |
| 11    | DEL   | Mohamed Salah          | 31' |
| 9     | DEL   | Roberto Firmino        |     |
| 19    | DEL   | Sadio Mané             |     |
| D. T. | D. T. | Jürgen Klopp           |     |

| 6  | DEF | Nacho Fernández | 37' |
| 11 | DEL | Gareth Bale     | 61' |
| 20 | MED | Marco Asensio   | 89' |

| 20 | MED | Adam Lallana | 31' |
| 23 | MED | Emre Can     | 83' |

| 51' · 63' · 83' | Karim Benzema Gareth Bale | 1-0 2-1 3-1 |

| 55' | Sadio Mané | 1-1 |

| 82' | Sadio Mané |

| Principal  | Milorad Mažić      |
| Asistentes | Milovan Ristić     |
|            | Dalibor Djurdjević |
| Cuarto     | Clément Turpin     |
| Quinto     | Nemanja Petrović   |

| Áreas | Nenad Djokić  |
|       | Danilo Grujić |

|                    |     |     |
| Tiros              | 14  | 13  |
| Tiros a puerta     | 5   | 2   |
| Faltas             | 5   | 18  |
| Saques de esquina  | 9   | 5   |
| Penaltis           | 0   | 0   |
| Fueras de juego    | 7   | 3   |
| Posesión del balón | 66% | 34% |

| Alineación inicial |

| 1     | POR   | Keylor Navas      |     |
| 2     | DEF   | Daniel Carvajal   | 37' |
| 5     | DEF   | Raphaël Varane    |     |
| 4     | DEF   | Sergio Ramos      |     |
| 12    | DEF   | Marcelo Vieira    |     |
| 10    | MED   | Luka Modrić       |     |
| 14    | MED   | Casemiro          |     |
| 8     | MED   | Toni Kroos        |     |
| 22    | MED   | Isco Alarcón      | 61' |
| 9     | DEL   | Karim Benzema     | 89' |
| 7     | DEL   | Cristiano Ronaldo |     |
| D. T. | D. T. | Zinedine Zidane   |     |

| 1     | POR   | Loris Karius           |     |
| 66    | DEF   | Trent Alexander-Arnold |     |
| 6     | DEF   | Dejan Lovren           |     |
| 4     | DEF   | Virgil van Dijk        |     |
| 26    | DEF   | Andrew Robertson       |     |
| 14    | MED   | Jordan Henderson       |     |
| 7     | MED   | James Milner           | 83' |
| 5     | MED   | Georginio Wijnaldum    |     |
| 11    | DEL   | Mohamed Salah          | 31' |
| 9     | DEL   | Roberto Firmino        |     |
| 19    | DEL   | Sadio Mané             |     |
| D. T. | D. T. | Jürgen Klopp           |     |

| 6  | DEF | Nacho Fernández | 37' |
| 11 | DEL | Gareth Bale     | 61' |
| 20 | MED | Marco Asensio   | 89' |

| 20 | MED | Adam Lallana | 31' |
| 23 | MED | Emre Can     | 83' |

| 51' · 63' · 83' | Karim Benzema Gareth Bale | 1-0 2-1 3-1 |

| 55' | Sadio Mané | 1-1 |

| 82' | Sadio Mané |

| Principal  | Milorad Mažić      |
| Asistentes | Milovan Ristić     |
|            | Dalibor Djurdjević |
| Cuarto     | Clément Turpin     |
| Quinto     | Nemanja Petrović   |

| Áreas | Nenad Djokić  |
|       | Danilo Grujić |

|                    |     |     |
| Tiros              | 14  | 13  |
| Tiros a puerta     | 5   | 2   |
| Faltas             | 5   | 18  |
| Saques de esquina  | 9   | 5   |
| Penaltis           | 0   | 0   |
| Fueras de juego    | 7   | 3   |
| Posesión del balón | 66% | 34% |

| Alineación inicial |

| 1     | POR   | Keylor Navas      |     |
| 2     | DEF   | Daniel Carvajal   | 37' |
| 5     | DEF   | Raphaël Varane    |     |
| 4     | DEF   | Sergio Ramos      |     |
| 12    | DEF   | Marcelo Vieira    |     |
| 10    | MED   | Luka Modrić       |     |
| 14    | MED   | Casemiro          |     |
| 8     | MED   | Toni Kroos        |     |
| 22    | MED   | Isco Alarcón      | 61' |
| 9     | DEL   | Karim Benzema     | 89' |
| 7     | DEL   | Cristiano Ronaldo |     |
| D. T. | D. T. | Zinedine Zidane   |     |

| 1     | POR   | Loris Karius           |     |
| 66    | DEF   | Trent Alexander-Arnold |     |
| 6     | DEF   | Dejan Lovren           |     |
| 4     | DEF   | Virgil van Dijk        |     |
| 26    | DEF   | Andrew Robertson       |     |
| 14    | MED   | Jordan Henderson       |     |
| 7     | MED   | James Milner           | 83' |
| 5     | MED   | Georginio Wijnaldum    |     |
| 11    | DEL   | Mohamed Salah          | 31' |
| 9     | DEL   | Roberto Firmino        |     |
| 19    | DEL   | Sadio Mané             |     |
| D. T. | D. T. | Jürgen Klopp           |     |

| 6  | DEF | Nacho Fernández | 37' |
| 11 | DEL | Gareth Bale     | 61' |
| 20 | MED | Marco Asensio   | 89' |

| 20 | MED | Adam Lallana | 31' |
| 23 | MED | Emre Can     | 83' |

| 51' · 63' · 83' | Karim Benzema Gareth Bale | 1-0 2-1 3-1 |

| 55' | Sadio Mané | 1-1 |

| 82' | Sadio Mané |

| Principal  | Milorad Mažić      |
| Asistentes | Milovan Ristić     |
|            | Dalibor Djurdjević |
| Cuarto     | Clément Turpin     |
| Quinto     | Nemanja Petrović   |

| Áreas | Nenad Djokić  |
|       | Danilo Grujić |

|                    |     |     |
| Tiros              | 14  | 13  |
| Tiros a puerta     | 5   | 2   |
| Faltas             | 5   | 18  |
| Saques de esquina  | 9   | 5   |
| Penaltis           | 0   | 0   |
| Fueras de juego    | 7   | 3   |
| Posesión del balón | 66% | 34% |

| Alineación inicial |

| 1     | POR   | Keylor Navas      |     |
| 2     | DEF   | Daniel Carvajal   | 37' |
| 5     | DEF   | Raphaël Varane    |     |
| 4     | DEF   | Sergio Ramos      |     |
| 12    | DEF   | Marcelo Vieira    |     |
| 10    | MED   | Luka Modrić       |     |
| 14    | MED   | Casemiro          |     |
| 8     | MED   | Toni Kroos        |     |
| 22    | MED   | Isco Alarcón      | 61' |
| 9     | DEL   | Karim Benzema     | 89' |
| 7     | DEL   | Cristiano Ronaldo |     |
| D. T. | D. T. | Zinedine Zidane   |     |

| 1     | POR   | Loris Karius           |     |
| 66    | DEF   | Trent Alexander-Arnold |     |
| 6     | DEF   | Dejan Lovren           |     |
| 4     | DEF   | Virgil van Dijk        |     |
| 26    | DEF   | Andrew Robertson       |     |
| 14    | MED   | Jordan Henderson       |     |
| 7     | MED   | James Milner           | 83' |
| 5     | MED   | Georginio Wijnaldum    |     |
| 11    | DEL   | Mohamed Salah          | 31' |
| 9     | DEL   | Roberto Firmino        |     |
| 19    | DEL   | Sadio Mané             |     |
| D. T. | D. T. | Jürgen Klopp           |     |

| 6  | DEF | Nacho Fernández | 37' |
| 11 | DEL | Gareth Bale     | 61' |
| 20 | MED | Marco Asensio   | 89' |

| 20 | MED | Adam Lallana | 31' |
| 23 | MED | Emre Can     | 83' |

| 51' · 63' · 83' | Karim Benzema Gareth Bale | 1-0 2-1 3-1 |

| 55' | Sadio Mané | 1-1 |

| 82' | Sadio Mané |

| Principal  | Milorad Mažić      |
| Asistentes | Milovan Ristić     |
|            | Dalibor Djurdjević |
| Cuarto     | Clément Turpin     |
| Quinto     | Nemanja Petrović   |

| Áreas | Nenad Djokić  |
|       | Danilo Grujić |

|                    |     |     |
| Tiros              | 14  | 13  |
| Tiros a puerta     | 5   | 2   |
| Faltas             | 5   | 18  |
| Saques de esquina  | 9   | 5   |
| Penaltis           | 0   | 0   |
| Fueras de juego    | 7   | 3   |
| Posesión del balón | 66% | 34% |

| Alineación inicial |

## Legado del grupo
Además del principal hito a nivel internacional, el grupo conquistó otros trofeos que llevaron al club a su segunda mejor sucesión histórica de títulos tras la ya mencionada etapa de los años cincuenta y sesenta. A nivel nacional conquistó una Copa del Rey, un Campeonato de Liga y una Supercopa, mientras que a nivel internacional obtuvo, además de las cuatro Ligas de Campeones, tres Supercopas de Europa (2014, 2016 y 2017), y tres Mundiales de Clubes (2014, 2016 y 2017) para un total de trece títulos oficiales. Pese al éxito generacional, el último de los mismos, la Liga de Campeones 2017-18 vencida en Kiev supuso un punto de inflexión en la entidad, en la que varias piezas importantes abandonaron el club.
Individualmente, Cristiano Ronaldo se convirtió en el máximo goleador histórico del club al superar la marca de 323 goles establecida por Raúl González en 2010, y fue el primer jugador en la historia del club en alcanzar y rebasar los 400 goles, fijando la nueva marca en 450 goles tras marcharse del club al final de la temporada 2017-18 con una trayectoria histórica en el club. Fue este jugador uno de los máximos referentes de un modelo económico-deportivo criticado en sus inicios, y que llevó a la entidad a vivir su segunda mejor etapa institucional tras la acontecida con Di Stéfano. Tras alzar la decimotercera Copa de Europa, Cristiano Ronaldo decidió abandonar el club y Zinedine Zidane hizo lo mismo, sorprendiendo a presidente y afición. En aquel momento se convirtió en el segundo técnico más laureado de la historia del club tras los catorce títulos conquistados por Miguel Muñoz, e igualar los logrados de Luis Molowny, y simbolizaron el cierre de dicha etapa deportiva.
Al año siguiente el club no pudo rebasar los octavos de final del máximo torneo continental e inició una reconstrucción deportiva para afrontar los años venideros, de nuevo bajo la política de contratación de jóvenes futbolistas que alcancen su madurez y éxito deportivo bajo tutela madridista. En dicha época Ronaldo y Luka Modrić fueron galardonados con el Balón de Oro, y el conjunto copó la mayoría de reconocimientos del fútbol europeo.